# Cherokee-nationen
Cherokee-nationen (ᏣᎳᎩᎯ ᎠᏰᎵ, udtalt Tsalagihi Ayeli), der eksisterede i perioden 1794-1907, var en lovlig, autonom, stammebaseret statsdannelse i Nordamerika. Dens egne indbyggere kaldte den ofte blot "Nationen", og den må ikke forveksles med nutidens Cherokee Nation.
Cherokee-nationen bestod af cherokesere fra Qualla-grænseområdet og det sydøstlige USA, af dem, der frivilligt fra det sydøstlige USA til Indianerterritoriet (cirka 1820, kendt som de "de gamle nybyggere"), af dem, der af den amerikanske regering blev tvunget til at flytte (ifølge Indian Removal Act) via Trail of Tears (1830'erne), af frigivne cherokee-slaver samt af mange efterkommere efter natchez-, delaware- og shawnee-folkene.

## Historie
Cherokeserne kaldte sig selv for Ani-Yun' wiya, hvilket på deres sprog betød det "ledende" eller "vigtigste" folk. Før 1794 havde cherokeserne ikke nogen siddende nationalregering. Folket boede i en slags byer, der lå spredt ud over selvstyrende stammeområder baseret på slægtskab over hele den sydlige del af Appalacherne. Forskellige ledere blev fra tid til anden udpeget (efter fælles beslutning) som repræsentanter over for de franske, engelske og senere amerikanske myndigheder, når der var behov for det. Den titel, som den udvalgte havde blandt sine egne folk, var "første elskede mand"; det var den præcise oversættelse af "uku", som englænderne oversatte til "chief" ("høvding"). Høvdingens funktion var at fungere som centrum for forhandlinger med de indtrængende europæere.
Ved slutningen af de cherokesisk-amerikanske krige i 1794 blev Little Turkey anerkendt som "Overhøvding for cherokee-nationen" af alle byerne. På den tid levede cherokee-stammerne på land, der nominelt hørte under staterne Georgia, South Carolina og North Carolinas jurisdiktion, henholdsvis lavlands-cherokeserne og mellem-cherokeserne samt på "overhill"-områder, som kom til at blive en del af Tennessee. Udbrydergruppen chickamauga (eller lavlands-cherokee) under høvding Dragging Canoe (Tsiyugunsini, 1738-1792) var flyttet til og beboede nu et område, der skulle blive det nordlige Alabama.
Den amerikanske præsident George Washington søgte at "civilisere" de sydøstlige oprindelige beboere via programmer overvåget af indianeragenten Benjamin Hawkins. Som følge af ødelæggelsen af mange af indianernes byer under den amerikanske uafhængighedskrig overbeviste de amerikanske jordagenter mange af de oprindelige beboere om at opgive deres historisk betingede fælles jordbesiddelse og i stedet bosætte sig på isolerede gårde. For heftig nedskydning af virginiahjortene på grund af skindhandelen havde ført dyrene på randen af udryddelse, og derfor blev cherokeserne præsenteret for grise og kvæg, som de kunne holde og bruge som primær kødkilde. Stammerne fik også spinderokke og bomuldsfrø, og mændene blev oplært i at indhegne og pløje jorden (i kontrast til deres tidligere livsform, hvor det var kvinderne, der lavede markarbejdet). Kvinderne blev instrueret i vævningens kunst. Der blev også efterhånden etableret smedjer, møllerier og bomuldsplantager (med tilhørende slavearbejdere).
Efter Little Turkey fulgte høvdingerne Black Fox (1801-1811) og Pathkiller (1811-1827), begge tidligere krigere hos Dragging Canoe. "Udskilningen", som cherokeserne kaldte perioden efter 1776, hvor chickamaugaerne havde forladt de øvrige stammer, som boede ret tæt på de engelsk-amerikanske bosættelser, endte officielt i 1809 ved et genforeningsmøde.
Tre betydningsfulde veteraner fra de cherokesisk-amerikanske krige, James Vann (en succesrig skotsk-cherokesisk forretningsmand) samt hans to følgesvende, The Ridge (også kaldet Ganundalegi eller "Major" Ridge) og Charles R. Hicks, udgjorde 'Cherokee-triumviratet', som gik ind for akkulturation for cherokeserne, egentlig undervisning for de unge samt stod i spidsen for at indføre moderne landbrugsmetoder. I 1801 inviterede de herrnhutiske missionærer til deres territorium fra North Carolina for at undervise i den kristne tro samt 'civiliseret livsførelse'. Herrnhutiske og senere kongregationalistiske missionærer drev skoler og udvalgte nogle få af disse til at blive uddannet på American Board of Commissioners for Foreign Missions i Connecticut.
Disse mænd fortsatte som ledere af stammen. Hicks deltog i creek-krigen, hvilket fandt tidsmæssigt sted samtidig med den britisk-amerikanske krig (1812). Han var i praksis overhøvding 1813-1827.

### Flytningen
I 1802 lovede den amerikanske føderale regering at fratage de oprindelige folk deres retskrav på jordområder i det indre af Georgia til gengæld for denne stats afståelse af områder mod vest, som den gjorde krav på (som var fastslået som en del af Mississippi-territoriet). I 1815 oprettede den amerikanske regering et cherokee-reservat i Arkansaw i Missouri-territoriet og forsøgte at overtale cherokeserne til at flytte dertil frivilligt. Reservatet strakte sig fra nord for Arkansasfloden til den sydlige bred af White River. De cherokesere, der accepterede denne frivillige flytning, blev kaldt "de gamle bosættere". Fra den periode begyndte man at tale om Cherokee-nationen Vest (i det nye reservat) og Cherokee-nationen Øst (de oprindelige områder).
Efterfølgende aftaler fra 1817 og 1819 byttede de resterende cherokee-landområder i Georgia (nord for Hiwassee-floden) med landområder i Arkansaw-territoriet vest for Mississippifloden. Et stort flertal af de tilbageværende cherokesere modsatte sig disse aftaler og nægtede at flytte fra deres landområder øst for Mississippi. Til sidst vedtog den amerikanske kongres i 1830 Indian Removal Act for at styrke aftalerne og med magt frigøre landområderne i Georgia. Efter dette rejste en tredjedel af de tilbageværende oprindelige amerikanere, især fordi loven nu blev håndhævet regeringstropper og Georgia-milits.
De fleste bebyggelser blev oprettet i området omkring den nye vestlige hovedstad Tahlonteeskee (i nærheden af nutidens Gore (Oklahoma)).

### Forfatningsmæssige regeringer
Cherokee-nationen Øst havde oprettet valgdistrikter i 1817. I 1822 blev Cherokee Supreme Court (højesteret) etableret, og i 1827 vedtog nationen en nedskrevet forfatning, der etablerede en regering med tre ben: lovgivende, udøvende og dømmende. Overhøvdingen blev valgt af nationalrådet, som var den lovgivende forsamling for nationen. En tilsvarende forfatning blev vedtaget af Cherokee-nationen Vest i 1833.
Forfatningen for den genforenede Cherokee-nation blev godkendt i Tahlequah, Oklahoma, 6. september 1839 efter afslutningen af "flytningen". Vedtagelsen mindes årligt på i Labor Day-weekenden med fejringen af cherokesernes nationale fridag.

### Konsolidering
Tahlequah var opstået i 1838 og blev valgt til hovedstaden i den forenede Cherokee-nation. Byen havde navn efter Great Tellico - en vigtig cherokesisk by og et kulturelt centrum i nutidens Tennessee; det var en af de største cherokee-byer, der nogensinde har eksisteret. Den primært europæisk-amerikanske bebyggelse Tellico Plains opstod senere på stedet.
Cherokee-nationens distrikter i Indianerterritoriet
- Canadian
- Cooweescoowee
- Delaware
- Flint
- Goingsnake
- Illinois
- Saline
- Sequoyah
- Tahlequah

Cherokee-hovedstaden
Cherokee-nationens regeringsbygning blev opført 1867-69. Murstensbygningen blev tegnet af arkitekten C.W. Goodlander i en 'sen-italiensk-inspireret stil', som ikke var almindelig brugt i Oklahoma. Oprindeligt husede bygningen nationens højesteret sammen med en række kontorer. Den er udnævnt til national historisk mindesmærke.
Tegn på indflydelse fra cherokee og andre oprindelige amerikanere kan let findes i Tahlequah; for eksempel er alle gadenavne skrevet på såvel cherokee som på engelsk.

### Borgerkrigen og rekonstruktionen
I området vest for Mississippi, som inkluderede Cherokee-nationen Vest, fandt mange træfninger og syv officielt anerkendte slag sted med oprindelige amerikanske folk på enten Konføderationens eller på unionens side.
Flere prominente personer fra Cherokee-nationen ydede deres bidrag under krigen: William Penn Adair (1830-1880), en cherokesisk senator og diplomat, var oberst i den konføderale hær, Nimrod Jarrett Smith (Tsaladihi, 1837-1893), kommende overhøvding for den østlige del af nationen, deltog også i krigen, og brigadegeneral Stand Watie (Degataga, 1806-1871, medunderskriver af New Echota-aftalen) angreb med 1st Cherokee Mounted Rifles-regimentet en række positioner i Indianerterritoriet erobret af unionen lang tid efter, at konføderationen havde opgivet området. Han blev den sidste konføderationsgeneral, der overgav sig, hvilket skete 25. juni 1865.
Størstedelen af Cherokee-nationen gik med konføderationen i den amerikanske borgerkrig. Efter krigen forhandle den amerikanske regering en fredsaftale med nationen, hvori det blev krævet, at nationens folk frigav deres slaver tilbød dem medborgerskab og jord inden for territoriet, hvis de frigivne ønskede at blive boende med stammen. Området blev også en del af rekonstruktionen af de tidligere konføderale stater under ledelse af regeringstropper og specielt udpegede guvernører.

### Nationens opløsning
Præsident Benjamin Harrison standsede fra 19. september 1890 udlejningen af land i Cherokee Outlet til kvægavlere. Indtægten fra udlejningen havde bidraget økonomisk til Cherokee-nationens anstrengelser for at forhindre yderligere overgreb på stammeområderne.
I perioden 1898-1906 begyndende med Curtis Act of 1898 gik den amerikanske regering i gang med at få Cherokee-nationens regerings- og borgerlige institutioner nedlagt som forberedelse til indlemmelsen af Indianerterritoriet i staten Oklahoma. Som modsvar forsøgte lederne af de fem civiliserede stammer at opnå godkendelse af en ny stat, Sequoyah i 1905, hvorved oprindelige amerikanere kunne få deres egen forfatning og regering. Forslaget fik en kølig modtagelse i Kongressen og blev ikke til noget. Stammeregeringen i Cherokee-nationen blev opløst i 1906, og herefter var der ikke længere defineret nogen struktur eller funktioner for stammens ledelse. Den amerikanske regering udpegede fra tid til anden høvdinge i en midlertidig 'Cherokee-nation', men normalt kun længe nok til, at man kunne få underskrevet aftaler.
Da arrangementets mangler efterhånden blev tydelige for cherokeserne, opstod der krav om dannelsen af en mere permanent og ansvarlig stammeledelse. Nye afdelinger i regeringskontorerne forstod også dette behov, og Franklin D. Roosevelts regering fik gennemført Indian Reorganization Act i 1934, hvorefter stammerne blev opmuntret til at genskabe regeringer og støttet i øget selvbestemmelse. Cherokeserne afholdt derpå 8. august 1938 en bred konference i Fairfield (Oklahoma) for at vælge en ny overhøvding og rekonstruere nationen i den nye Cherokee Nation som en efterfølger for den historiske Cherokee-nation.

## Befolkning
Nationen bestod af spredte bebyggelser, hvoraf de fleste boede i Cherokee-nationen Vest og United Keetoowah Band of Cherokee Indians (begge grupperinger boede i Indianerterritoriet i 1840'erne) samt i Cherokee-nationen Øst og Qualla-territoriet. Herudfra blev de tre cherokee-stammer, der i det 20. århundrede blev føderalt anerkendt.

### Andre folkeslag
Delaware
I 1866 blev nogle delaware-folk (lenape) forflyttet til Cherokee-nationen fra Kansas, hvortil de var sendt i 1830'erne. De fik et område i det nordøstlige af Indianerterritoriet og blev en del af Cherokee-nationen i 1867. Delaware-folket levede dog autonomt inden for Cherokee-nationen.
Natchez
Natchez er et oprindeligt folk, der levede i Natchez Bluffs. Den nuværende by, Natchez (Mississippi), opstod i deres oprindelige område. I midten af det 18. århundrede var natchez-folket blevet besejret af franske kolonister og spredt fra deres område. Mange af de overlevende var blevet solgt af franskmændene som slaver i Vestindien. Andre søgte tilflugt hos allierede stammer, heriblandt Cherokee-nationen.
Shawnee
En gruppe af shawnee-folket flyttede sammen med en gruppe seneca-folk (irokesere) til Indianerterritoriet i juli 1831, hvor shawnee'erne blev kendt som "loyale" shawnee'er eller cherokee-shawnee'er. Betegnelsen "loyale" kom fra, at de støttede Unionen under borgerkrigen. Europæiske amerikanere trængte efterfølgende ind på deres landområde og bosatte sig der.
I 1869 enedes Cherokee-nationen og de loyale shawnee'er om, at 722 shawnee'er kunne få cherokesisk borgerskab. De bosatte sig i Craig og Rogers County.
Swan Creek- og Black River-chippewa
En gruppe af de anishinaabe-talende Swan Creek- og Black River-chippewa-folk blev forvist fra det sydøstlige Michigan til Kansas i 1839. Efter Kansas blev en stat og efter borgerkrigens afslutning pressede europæiske amerikanere også disse folk ud herfra. I lighed med delaware-gruppen blev de to chippewa-grupper flyttet til Cherokee-nationen i 1866. Deres antal var så lille, at de med tiden blev opslugt af cherokeserne.
Frigivne afro-cherokesere
De frigivne afro-cherokesere var afroamerikanske slaver, der var ejet af medlemmer af Cherokee-nationen i perioden op til borgerkrigen. Præsident Abraham Lincoln udstedte i 1863 Emancipationserklæringen, der gav borgerskab til alle frigivne slaver i de konfødererede stater, herunder hos cherokeserne. I fredsforhandlingerne med cherokeserne, hvoraf de fleste havde deltaget i krigen på konføderationens side, krævede den amerikanske regering, at de skulle frigive alle slaver og give fuldt borgerskab i Cherokee-nationen til de af dem, der ønskede at få det. Dette blev garanteret med fredsaftalen fra 1866.

## Kendte borgere i Cherokee-nationen
Denne liste med historiske personer indeholder kun cherokesere, der levede i eller blev født i Cherokee-nationen, og som ikke allerede er nævnt i artiklen.
- Elias Boudinot, Galagina (1802–1839), politiker, taler og redaktør; grundlagde den første cherokesiske avis, Cherokee Phoenix. Myrdet af modstandere efter at have underskrevet New Echota-aftalen, der afgav landområder i øst.
- Ned Christie (1852–1892), politijer, senator i Cherokee-nationen, berygtet forbryder[8]
- Kontreadmiral Joseph J. Clark (1893–1971), officer i USA's flåde, den højestrangerede oprindelige amerikaner i den amerikanske militærhistorie.
- Doublehead, Taltsuska (død 1807), krigsleder under de cherokesisk–amerikanske krige, anfører for de nedre cherokesere og underskriver af aftaler om land med den amerikanske regering.
- Junaluska (ca. 1775–1868), veteran fra creek-krigen, der reddede præsident Andrew Jacksons liv.
- John Ridge, Skatlelohski (1792–1839), søn af Major Ridge, politiker og medunderskriver af New Echota-aftalen, myrdet af modstandere.
- John Rollin Ridge, Cheesquatalawny eller "Yellow Bird" (1827–1867), barnebarn af Major Ridge, første oprindelige amerikanske romanforfatter
- Clement V. Rogers (1839–1911), cherokesisk senator, dommer, kvægavler, medlem af Oklahomas forfatningsråd.
- Will Rogers (4. november 1879 – 15. august 1935), cherokesisk entertainer, rebkunstner, journalist og forfatter.[9]
- John Ross, Guwisguwi (1790–1866), veteran fra creek-krigen, overhøvding for øst-nationen under forflytningen og senere for den samlede nation.
- Redbird Smith (1850–1918), traditionstilhænger, politisk aktivist og høvding for Keetoowah Nighthawk Society.
- William Holland Thomas, Wil' Usdi (1805–1893), ikke-oprindelig amerikaner, som blev adopteret ind i stammen, første overhøvding for Eastern Band of Cherokee Indians, befalingsofficer for Thomas Legion of Cherokee Indians and Highlanders.
- Nancy Ward, Nanye-hi (ca. 1736–1822/4), "elsket kvinde", diplomat.